# Apostolepis dorbignyi
Apostolepis dorbignyi är en ormart som beskrevs av Schlegel 1837. Apostolepis dorbignyi ingår i släktet Apostolepis och familjen snokar. Inga underarter finns listade i Catalogue of Life.
Arten förekommer i Peru och Bolivia.